# Wyścigowe Samochodowe Mistrzostwa Polski 1994
Sezon 1994 był trzydziestym ósmym sezonem Wyścigowych Samochodowych Mistrzostw Polski.
Sezon liczył sześć eliminacji, rozgrywanych w Poznaniu (trzy razy), Kielcach (dwa razy) i Kamieniu Śląskim.

## Punktacja
Punkty przyznawano według klucza 20-15-12-10-8-6-4-3-2-1.

## Kategorie
Samochody były podzielone na następujące grupy według regulaminu FIA:
- Grupa E – samochody formuł wyścigowych;
- Grupa H – samochody niehomologowane;
- Grupa A – samochody turystyczne, których produkcja w ciągu 12 miesięcy przekraczała 2500 egzemplarzy. Dozwolony był duży zakres przeróbek pod kątem poprawy osiągów;
- Grupa N – samochody turystyczne, których produkcja w ciągu 12 miesięcy przekraczała 2500 egzemplarzy. Modyfikowanie tych samochodów pod kątem poprawy osiągów było niemal całkowicie zabronione.

Samochody były dodatkowo podzielone na następujące klasy:
- Klasa E-1600 – Formuła Mondial (napędzane silnikami 1,6). W ramach tej klasy rozgrywano także Międzynarodowe WSMP (Inter E-1600);
- Klasa E-1300 – Formuła Easter. W ramach tej klasy rozgrywano także Międzynarodowe WSMP (Inter E-1300);
- Klasa H pow. 1600 – gr. H, poj. pow. 1600 cm³;
- Klasa H-1600 – gr. H, poj. do 1600 cm³. W ramach tej klasy rozgrywano także Międzynarodowe WSMP (Inter H-1600);
- Klasa A-850 – gr. A, poj. do 850 cm³;
- klasa Cinquecento A – wyłącznie samochody Fiat Cinqucento 900 grupy A;
- Klasa N-126p – wyłącznie samochody Polski Fiat 126p grupy N;
- Klasa markowa Cinquecento.

## Zwycięzcy
| Data                       | Tor           | Klasa                     | Zwycięzca (kierowcy)  | Samochód                   | Zwycięzca (zespoły)                                       |
| -------------------------- | ------------- | ------------------------- | --------------------- | -------------------------- | --------------------------------------------------------- |
| 15–16 maja                 | Poznań        | klasa E-1600              | Wolfram Gutner        | Ralt-Volkswagen            |                                                           |
| 15–16 maja                 | Poznań        | klasa E-1300              | Kazimierz Sołtowski   | Promot 80                  | Automobilklub Szczeciński                                 |
| 15–16 maja                 | Poznań        | klasa H pow. 1600         | Tadeusz Myszkier      | BMW M3                     | Automobilklub Morski                                      |
| 15–16 maja                 | Poznań        | klasa H-1600              | Henryk Mandera        | Suzuki Swift GTi 16V       | Rafineria Czechowice - Automobilklub Wielkopolski         |
| 15–16 maja                 | Poznań        | klasa A-850               | Krzysztof Gawroński   | Polski Fiat 126p           | Autoklub Rzemieślnik Warszawa                             |
| 15–16 maja                 | Poznań        | klasa Cinquecento A       | Adam Tuszyński        | Fiat Cinquecento           | Autoklub Rzemieślnik Warszawa                             |
| 15–16 maja                 | Poznań        | klasa N-126p              | Jacek Chojnacki       | Polski Fiat 126p           | Autoklub Rzemieślnik Warszawa                             |
| 17–18 czerwca              | Kielce        | klasa E-1600              | Wiktor Gasenko        | Estonia 25                 | Automobilklub Wielkopolski                                |
| 17–18 czerwca              | Kielce        | klasa E-1300              | Krzysztof Wodziński   | Promot 86                  | Castrol Racing Team - Autoklub Rzemieślnik Warszawa       |
| 17–18 czerwca              | Kielce        | klasa H pow. 1600         | Tadeusz Myszkier      | BMW M3                     | Automobilklub Morski                                      |
| 17–18 czerwca              | Kielce        | klasa H-1600              | Sebastian Mielcarek   | Toyota Corolla GTi         | Automobilklub Wielkopolski                                |
| 17–18 czerwca              | Kielce        | klasa A-850               | Krzysztof Gawroński   | Polski Fiat 126p           | Rak Racing - Autoklub Rzemieślnik Warszawa                |
| 17–18 czerwca              | Kielce        | klasa Cinquecento A       | Marek Oczkowski       | Fiat Cinquecento           | Automobilklub Wielkopolski                                |
| 17–18 czerwca              | Kielce        | klasa N-126p              | Jacek Chojnacki       | Polski Fiat 126p           | Autoklub Rzemieślnik Warszawa                             |
| 17–18 czerwca              | Kielce        | klasa markowa Cinquecento | Tomasz Krukowski      | Fiat Cinquecento           | Team Warta - Automobilklub Kielecki                       |
| 9–10 lipca                 | Poznań        | klasa E-1600              | Milan Kusy            | Reynard 913                | Mičánek Motorsport                                        |
| 9–10 lipca                 | Poznań        | klasa E-1300              | Krzysztof Wodziński   | Promot 86                  | Castrol Racing Team - Autoklub Rzemieślnik Warszawa       |
| 9–10 lipca                 | Poznań        | klasa H pow. 1600         | Václav Bervid         | BMW 318i                   |                                                           |
| 9–10 lipca                 | Poznań        | klasa H-1600              | Xawery Mielcarek      | Volkswagen Scirocco        | Automobilklub Wielkopolski                                |
| 9–10 lipca                 | Poznań        | klasa A-850               | Krzysztof Gawroński   | Polski Fiat 126p           | Rak Racing - Autoklub Rzemieślnik Warszawa                |
| 9–10 lipca                 | Poznań        | klasa Cinquecento A       | Adam Tuszyński        | Fiat Cinquecento           | Rak Racing / Piranha Team - Autoklub Rzemieślnik Warszawa |
| 9–10 lipca                 | Poznań        | klasa N-126p              | Jacek Chojnacki       | Polski Fiat 126p           | Autoklub Rzemieślnik Warszawa                             |
| 9–10 lipca                 | Poznań        | klasa markowa Cinquecento | Włodzimierz Pawluczuk | Fiat Cinquecento           | Castrol / Car Serwis - Autoklub Rzemieślnik Warszawa      |
| 27–28 sierpnia             | Kamień Śląski | klasa E-1600              | Ryszard Luciński      | Estonia 25                 | Castrol Racing Team - Automobilklub Wielkopolski          |
| 27–28 sierpnia             | Kamień Śląski | klasa E-1300              | Andrzej Godula        | Estonia 25                 | Radio RMF / Elf - Automobilklub Krakowski                 |
| 27–28 sierpnia             | Kamień Śląski | klasa H pow. 1600         | Tadeusz Myszkier      | BMW M3                     | Rafineria Gdańska - Automobilklub Morski                  |
| 27–28 sierpnia             | Kamień Śląski | klasa H-1600              | Henryk Mandera        | Suzuki Swift GTi 16V       | Rafineria Czechowice - Automobilklub Wielkopolski         |
| 27–28 sierpnia             | Kamień Śląski | klasa A-850               | Krzysztof Gawroński   | Polski Fiat 126p           | Rak Racing - Autoklub Rzemieślnik Warszawa                |
| 27–28 sierpnia             | Kamień Śląski | klasa Cinquecento A       | Marek Oczkowski       | Fiat Cinquecento           | Automobilklub Wielkopolski                                |
| 27–28 sierpnia             | Kamień Śląski | klasa N-126p              | Cezary Klimek         | Polski Fiat 126p           | Automobilklub Częstochowski                               |
| 27–28 sierpnia             | Kamień Śląski | klasa markowa Cinquecento | Maciej Kołomyjski     | Fiat Cinquecento           | Auto-Mobil Wejherowo - Automobilklub Morski               |
| 30 września–1 października | Kielce        | klasa E-1600              | Krzysztof Woźniak     | Van Diemen RF93-Volkswagen | Automobilklub Wielkopolski                                |
| 30 września–1 października | Kielce        | klasa E-1300              | Andrzej Godula        | Estonia 25                 | Radio RMF / Elf - Automobilklub Krakowski                 |
| 30 września–1 października | Kielce        | klasa H pow. 1600         | Sławomir Szaflicki    | Ford Escort RS Cosworth    | Klub Przyjaciół Forda Olsztyn                             |
| 30 września–1 października | Kielce        | klasa H-1600              | Henryk Mandera        | Suzuki Swift GTi 16V       | Rafineria Czechowice - Automobilklub Wielkopolski         |
| 30 września–1 października | Kielce        | klasa A-850               | Krzysztof Gawroński   | Polski Fiat 126p           | Rak Racing - Autoklub Rzemieślnik Warszawa                |
| 30 września–1 października | Kielce        | klasa Cinquecento A       | Krzysztof Federowicz  | Fiat Cinquecento           | Rafineria Czechowice - Autoklub Rzemieślnik Warszawa      |
| 30 września–1 października | Kielce        | klasa N-126p              | Cezary Klimek         | Polski Fiat 126p           | Automobilklub Częstochowski                               |
| 30 września–1 października | Kielce        | klasa markowa Cinquecento | Włodzimierz Pawluczuk | Fiat Cinquecento           | Castrol / Car Serwis - Autoklub Rzemieślnik Warszawa      |
| 8–9 października           | Poznań        | klasa E-1600              | Krzysztof Woźniak     | Van Diemen RF93-Volkswagen | Automobilklub Wielkopolski                                |
| 8–9 października           | Poznań        | klasa E-1300              | Michał Gil            | Estonia 21                 | Automobilklub Kielecki                                    |
| 8–9 października           | Poznań        | klasa H pow. 1600         | Tadeusz Myszkier      | BMW M3                     | Automobilklub Morski                                      |
| 8–9 października           | Poznań        | klasa H-1600              | Xawery Mielcarek      | Volkswagen Scirocco        | Automobilklub Wielkopolski                                |
| 8–9 października           | Poznań        | klasa A-850               | Zbigniew Czarnocki    | Polski Fiat 126p           | Piranha Team - Autoklub Rzemieślnik Warszawa              |
| 8–9 października           | Poznań        | klasa Cinquecento A       | Marek Oczkowski       | Fiat Cinquecento           | Automobilklub Wielkopolski                                |
| 8–9 października           | Poznań        | klasa N-126               | Michał Tuszyński      | Polski Fiat 126p           | Autoklub Rzemieślnik Warszawa                             |
| 8–9 października           | Poznań        | klasa markowa Cinquecento | Włodzimierz Pawluczuk | Fiat Cinquecento           | Castrol / Car Serwis - Autoklub Rzemieślnik Warszawa      |

## Mistrzowie

### WSMP
| Klasa                     | Kierowca              | Samochód                           | Zespół                                                            |
| ------------------------- | --------------------- | ---------------------------------- | ----------------------------------------------------------------- |
| klasa E-1600              | Krzysztof Woźniak     | Van Diemen RF93-VW, Reynard 883-VW | Automobilklub Wielkopolski                                        |
| klasa E-1300              | Krzysztof Wodziński   | Promot 86                          | Castrol Racing Team - Autoklub Rzemieślnik Warszawa               |
| klasa H pow. 1600         | Tadeusz Myszkier      | BMW M3                             | Rafineria Gdańska - Automobilklub Morski                          |
| klasa H-1600              | Henryk Mandera        | Suzuki Swift GTi 16V               | Rafineria Czechowice - Automobilklub Wielkopolski                 |
| klasa A-850               | Krzysztof Gawroński   | Polski Fiat 126p                   | Rak Racing - Autoklub Rzemieślnik Warszawa                        |
| klasa Cinquecento A       | Marek Oczkowski       | Fiat Cinquecento                   | Automobilklub Wielkopolski                                        |
| klasa N-126p              | Jacek Chojnacki       | Polski Fiat 126p                   | Castrol Racing Team - Autoklub Rzemieślnik Warszawa               |
| klasa markowa Cinquecento | Włodzimierz Pawluczuk | Fiat Cinquecento                   | Castrol Racing Team / Car Serwis - Autoklub Rzemieślnik Warszawa3 |

### Międzynarodowe WSMP
| Klasa              | Kierowca          | Samochód                           | Zespół                     |
| ------------------ | ----------------- | ---------------------------------- | -------------------------- |
| klasa Inter E-1600 | Krzysztof Woźniak | Van Diemen RF93-VW, Reynard 883-VW | Automobilklub Wielkopolski |
| klasa Inter E-1300 | Michał Gil        | Estonia 21                         | Automobilklub Kielecki     |
| klasa Inter H-1600 | Xawery Mielcarek  | Volkswagen Scirocco                | Automobilklub Wielkopolski |